# التصوير المقطعي البرتوني المحوسب

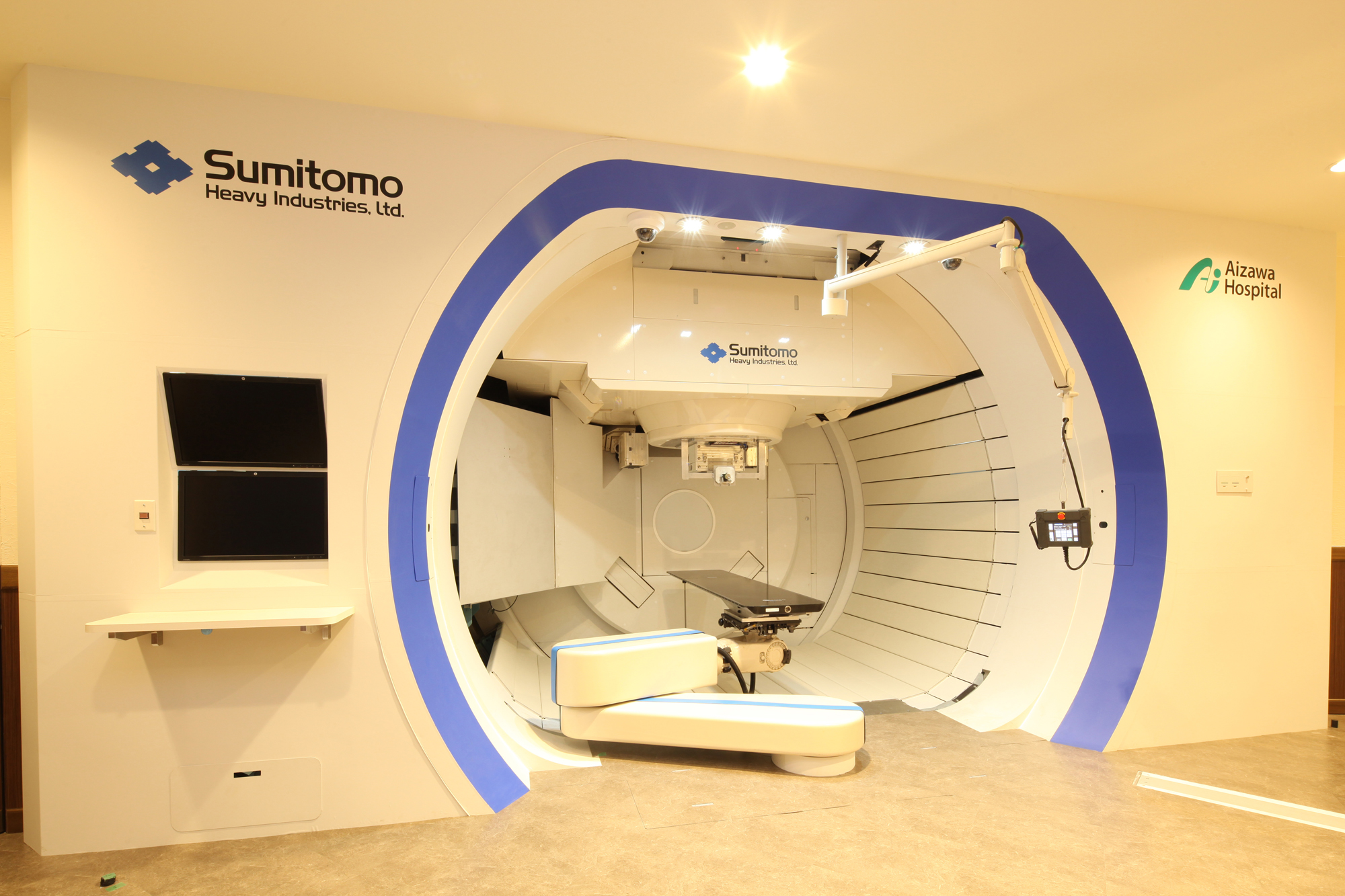
جهاز التصوير المقطعي البروتوني "سوميتمو"

التصوير المقطعي البروتوني المحوسب (بالإنجليزية: Proton computed tomography)‏ (PCT),أو ما يعرف بـ  بروتون (CT), هي طريقة تصوير اقترحها كورماك لأول مرة في عام 1963. وبيّنت استكشافات التجارب الأولية العديد من المزايا التي تجعلها تتفوق على الأشعة السينية الطبقية (XCT).
ومع ذلك فان تفاعل الجسميات مثل متشتت كولوم المتعدد (MCS) ,وفي احداث التشتت المرنة التي تحرف مسار البروتون، مما يؤدي إلى حركتها بمسارات غير خطية لا يمكن تقريبها إلا عبر افتراضات احصائية مما يؤدي للحصول على ممايزة اقل من تلك الموجودة في طريقة الأشعة السينية الطبقية.
تم التخلي عن المزيد من التجارب إلى حد كبير حتى ظهور العلاج الاشعاعي بالبروتونات في عام 1990 مما أعاد الاهتمام بالموضوع بسبب الفوائد المحتملة للتصوير وعلاج المرضى .
الوصف :
يستخدم التصوير المقطعي العلاجي المحوسب للبروتون موضع مسار وطاقة البروتون قبل وبعد عبوره من خلال الجسم لإعادة بناء صورة للجسم حيث يمثل كل بكسل ثلاثي الابعاد قوة التوقف النسبية (RSP) للتركيبة المادية للمنطقة المقابلة للجسم. وتستخدم هذه الطريقة للحصول على صورة ثنائية الابعاد مستطيلة الشكل.
إن انحرافات مسار البروتون داخل الجسم تعود بالدرجة الأولى إلى التفاعلات بين مدارات البروتون والنوى في المواد الممتصة، مما يؤدي إلى انحراف العديد من الانحرافات ذات الزاوية الصغيرة أثناء مروره عبر الجسم .
تم تطوير نماذج احصائية لتاثير (MCS) على مسار البروتون لحساب المسار الأكثر احتمالا (MCP) للبروتون .
من خلال النظر إلى مسار الدخول والخروج وما يقابله من عدم يقين في أعماق الوسط داخل الجسم. كما أنه من الممكن أن تحدث أحداث تشتت نووي مرنة إضافية بسبب انحرافات بزاوية أكبر، والتي لا يمكن نمذجتها بسهولة، ولكن من السهل تحديدها والتخلص منها في عملية تكوين الصورة.
يمكن تحديد مسار البروتون وحساب طاقته من خلال تحديد بكسل ثلاثي الأبعاد يحتوي على جسم يمر من خلاله البروتون بحيث يتم حساب الطاقة المستهلك للبروتون بذلك الجسم عن طريق حساب الفرق بس الطاقة الداخلة والخارجة من الجسم نفسه وتختلف قيمة هذه الطاقة حسب طول المسار الذي يسلكه البروتون وخصائص ومكونات الجسم الذي يمر منه ويتم تطبيق هذه الطريقة على كل بكسل ومن ثم تجميعها معًا لتعطي معلومات كافية لتكوين الصورة
الطاقة المفقوده ={\textstyle intSiRa}
INT تعني التكامل
Si تعني البكسل الذي يحتوي الجسم المراد تصويره
Ra تعني فرق المسافة الجزيئات المتفاعه داخل البكسل نفسه